# Anaphosia extranea
Anaphosia extranea är en fjärilsart som beskrevs av Debauche 1938. Anaphosia extranea ingår i släktet Anaphosia och familjen björnspinnare. Inga underarter finns listade i Catalogue of Life.